# NGC 6107
NGC 6107 في الفهرس العام الجديد، هي مجرة، تقع في كوكبة الإكليل الشمالي (كوكبة). اكتشفت في 1 يوليو 1880 بواسطة إدوارد ستيفان.

## روابط خارجية
- NGC 6107 على موقع ويكي سكاي: DSS2, SDSS, GALEX, IRAS, Hydrogen α, X-Ray, Astrophoto, Sky Map, Articles and images